# Лихачівка (Дубенський район)
Лихачі́вка — село в Україні, у Підлозцівській сільській громаді Дубенського району Рівненської області. Населення становить 33 осіб.

## Географія
Село розташоване між річками Стирем та Іквою.

## Історія
Засноване не пізніше 1520 року. 
14 жовтня 1569 рік – князь Богуш Федорович Корецький подав для запису у луцькі актові книги привілей Сигізмунда I Старого від 21(25?) липня 1520 року, який був наданий князям Федору та Івану Івановичам Корецьким на двір Торговицю та села Лихачівка, Вовничі, Рудливе, Баболоки, Білий Берег, Рудлевець.
У 1906 році село Ярославицької волості Дубенського повіту Волинської губернії. Відстань від повітового міста 31 верст, від волості 11. Дворів 24, мешканців 149.
7 (20) листопада 1917 року, відповідно до Третього Універсалу Української Центральної Ради, увійшло до складу Української Народної Республіки.
Від 2015 у складі Підлозцівської сільської громади.
12 червня 2020 року, відповідно до розпорядження Кабінету Міністрів України № 722-р від «Про визначення адміністративних центрів та затвердження територій територіальних громад Рівненської області», увійшло до складу Підлозцівської сільської громади.
19 липня 2020 року, в результаті адміністративно-територіальної реформи та ліквідації Млинівського району, село увійшло до складу Дубенського району.

## Населення

### Мова
Розподіл населення за рідною мовою за даними перепису 2001 року:
| Мова       | Кількість | Відсоток |
| ---------- | --------- | -------- |
| українська | 33        | 100%     |